# Supervillain Outcast
Supervillain Outcast är et musikalbum av det norska black metal-bandet Dødheimsgard, utgivet 2007 av skivbolaget Moonfog Productions. Supervillain Outcast är Dødheimsgards fjärde fullängds studioalbum.

## Låtlista
1. "Dushman" (instrumental) – 0:56
2. "Vendetta Assassin" – 4:33
3. "The Snuff Dreams Are Made Of" – 4:57
4. "Horrorizon" – 4:03
5. "Foe vs. Foe" – 4:11
6. "Secret Identity" (instrumental) – 1:15
7. "The Vile Delinquents" – 4:20
8. "Unaltered Beast" – 4:39
9. "Apocalypticism" – 5:04
10. "Chrome Balaclava" (instrumental) – 1:41
11. "Ghostforce Soul Constrictor" – 4:14
12. "All Is Not Self" – 5:57
13. "Supervillain Serum" – 4:23
14. "Cellar Door" (instrumental) – 0:56
15. "21st-Century Devil" – 5:37

- Text: Kvohst (alla låtar utan spår 11), Aldrahn (spår 11)
- Musik: Vicotnik (alla låtar)

## Medverkande
Musiker (Dødheimsgard-medlemmar)
- Kvohst (Mathew McNerney) – sång
- Victonik (Yusaf Parvez) – gitarr, sampling, programmering, sång
- Thrawn Hellspawn (Tom Kvålsvoll) – gitarr, sång
- Clandestine (Christian Eidskrem) – basgitarr

Bidragande musiker
- Mort – sampling, programmering
- Czral (Carl-Michael Eide) – trummor
- Aldrahn (Bjørn Dencker Gjerde) – sång (spår 5, 11)
- Aort (Andrews 'Andy' McIvor) – bakgrundssång (spår 11)
- Amok (Kim Johnsen) – bakgrundssång (spår 13)
- Bliss – programmering

Produktion
- Henning Bortne – producent
- Yusaf Parvez – ljudtekniker, mastring
- Tom Kvålsvoll – ljudmix, mastring
- Ingar Hunskaar – ljudmix
- Kim Sølve (Kim Sølve Madsen) – omslagsdesign, omslagskonst
- Trine Paulsen – omslagskonst